# Josef Jungmann
Se även Josef Andreas Jungmann.

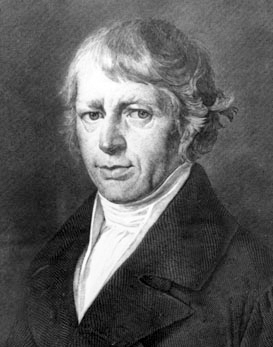
Josef Jungmann

Josef Jungmann, född 16 juli 1773 i Hudlic, död 14 november 1847 i Prag, var en tjeckisk språkforskare.
Jungmann föddes i en rent tjeckisk by som son till en skomakare och fick tysk uppfostran. Han studerade först juridik, men blev snart lärare vid gymnasiet i Leitmeritz. Han flyttade 1815 i samma egenskap till Prag samt knöts slutligen till universitetet där. År 1827 blev han professor och 1840 var han universitetets rektor.
Josef Dobrovský hade grundlagt det vetenskapliga studiet av de slaviska språken och särskilt tjeckiskan, men trodde inte på någon framtid för sistnämnda språk. Det var Jungmann, Pavel Josef Šafařík och František Palacký, vilka, var och en på sitt sätt, men nära förbundna, gav liv åt den nationella rörelsen i det hela och särskilt åt den nytjeckiska litteraturen, för vilken de blev andliga fäder. 
Jungmanns huvudarbete var den stora tjeckiska ordbok, vars sammanställande han redan tidigt satt som sitt livs mål och som utkom 1834-39: Slownik česko-německý (fem delar). Detta arbete är av grundläggande betydelse för den tjeckiska nationallitteraturen. Bland Jungmanns övriga arbeten märks i synnerhet hans poetiska krestomati (Slovesnost, 1820; nya upplagor 1845 och 1846) samt en bibliografisk-litteraturhistorisk handbok (Historie literatury české, 1825; andra upplagan 1849). 
Redan 1809 försökte Jungmann att bilda ett böhmiskt litterärt sällskap, för vilket dock regeringen lade hinder i vägen. Först tjugo år senare stiftades "Matice česká", till vilket Jungmann 1830 tillsammans med Jan Svatopluk Presl, Palacky och furst Kinský utfärdade inbjudningen. Jungmann var en av grundläggarna av Tjeckiska museet i Prag (1818). 
Han deltog även i de aktuella litterära fejderna, dels i den ortografiska striden mellan "jotister" och "ypsilonister" (om i eller y borde skrivas efter c, s, z), i vilken han stod på de förras, reformatorernas, sida mot Jan Nejedlý (Beleuchtung der Streitfrage über die böhmische Orthographie, 1829), dels i fråga om äktheten av den nyfunna så kallade Grüneberghandskriften ("Libušjas dom"), som han försvarade mot Dobrovský. Hans memoarer utkom 1871, samlade mindre skrifter ("Sebrané drobné spisy") 1869-73; hans brevväxling i spridda häften av Tjeckiska museets "Časopis".